# KZ-Außenlager Rochlitz
Das KZ-Außenlager Rochlitz (auch: Außenkommando Rochlitz) bei Chemnitz bestand ein halbes Jahr, vom 14. September 1944 bis zum 28. März 1945. Das Lager war dem KZ Flossenbürg unterstellt.

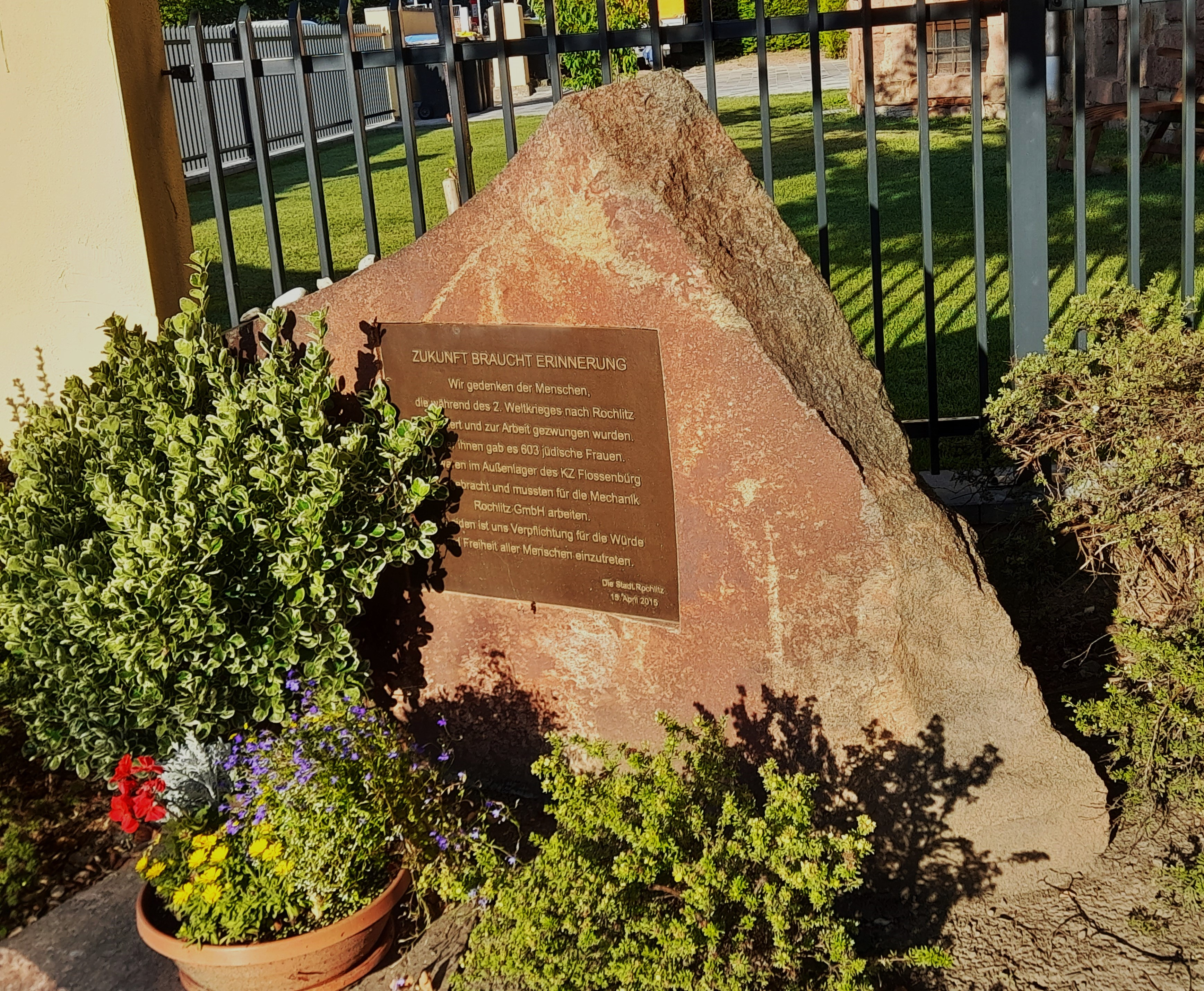
Holocaust-Denkmal KZ-Außenlager Rochlitz in der Seminarstraße in Rochlitz

## Mechanik GmbH Rochlitz
1938 entstand in Rochlitz die Mechanik GmbH als ein Tochterunternehmen der  Pittler Werkzeugmaschinenfabrik AG Leipzig. Sie fertigte als Zulieferer Teile für die Flugzeugproduktion. Ihr Aufsichtsratschef war Hermann Josef Abs, welcher auch im Aufsichtsrat der IG Farben war und als Vorstand der Deutschen Bank mit der Arisierung jüdischen Vermögens betraut war.

## KZ-Außenlager Rochlitz

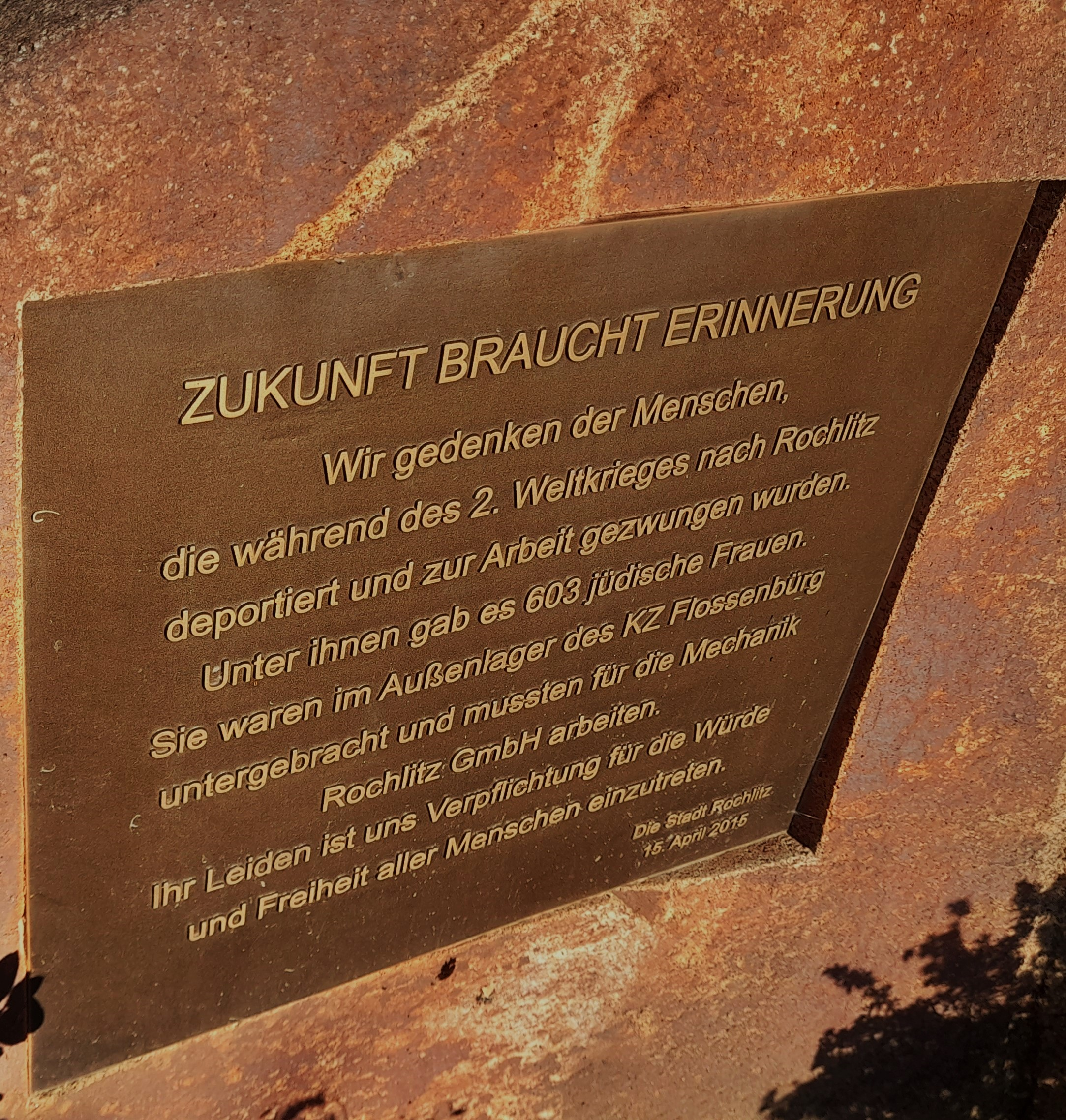
Holocaust-Denkmal KZ-Außenlager Rochlitz in der Seminarstraße in Rochlitz

Die Mechanik GmbH betrieb ab September 1944 in Rochlitz ein KZ-Außenlager. Die SS hatte dem Rüstungsbetrieb KZ-Häftlinge zur Zwangsarbeit bewilligt. Es waren 400 Frauen-Häftlinge im KZ. Ab dem 15. September 1944 war Marianne Essmann (geschrieben auch: Eßmann) Aufseherin des Außenlagers. Zuvor hatte sie in der Mechanik GmbH als Bürokraft gearbeitet und wurde, wie weitere Mitarbeiterinnen, im KZ Ravensbrück zur Aufseherin ausgebildet.
Die Zwangsarbeiter des Außenkommandos waren anfangs an verschiedenen Orten untergebracht, bis das neue Lager errichtet war. Im Lager galt die übliche KZ-Lagerordnung. Die Häftlinge kamen aus dem KZ Auschwitz und KZ Bergen-Belsen. Von ehemaligen Häftlingen wurden die Lagerbedingungen als „erträglich im Vergleich zu Birkenau und Bergen-Belsen“ beschrieben. Sehr knapp waren Medikamente, medizinische Versorgung und Nahrungsmittel.
Aufgrund der zunehmenden Bombardierung im sächsischen Gebiet beschloss die SS das Außenlager im März 1945 zu räumen. Die Häftlinge wurden zu Fuß auf Evakuierungsmärsche geschickt.